# Ямпільська волость (Ізюмський повіт)
Ямпільська волость — адміністративно-територіальна одиниця Ізюмського повіту Харківської губернії з центром у слободі Ямполівка.
Станом на 1885 рік складалася з 10 поселень, 4 сільських громад. Населення — 5914 осіб (2843 чоловічої статі та 2842 — жіночої), 960 дворових господарства.
|                     | Площа, десятин | У тому числі орної, дес. |
| ------------------- | -------------- | ------------------------ |
| Сільських громад    | 8121           | 6383                     |
| Приватної власності | 596            | 50                       |
| Казенної власності  | 5123           | —                        |
| Іншої власності     | 69             | 36                       |
| Загалом             | 13909          | 6469                     |

Основні поселення волості:
- Ямполівка — колишнє державне слобода при озері Надпісочне за 65 верст від повітового міста, 2322 осіб, 366 дворів, православна церква, школа, 2 лавки, 4 ярмарки на рік.
- Закітне — колишнє державне село при річці Сіверський Донець, 813 осіб, 141 двір, православна церква, школа.
- Крива Лука — колишнє державне слобода при річці Сіверський Донець, 1644 особи, 269 дворів, православна церква.